# 코칭

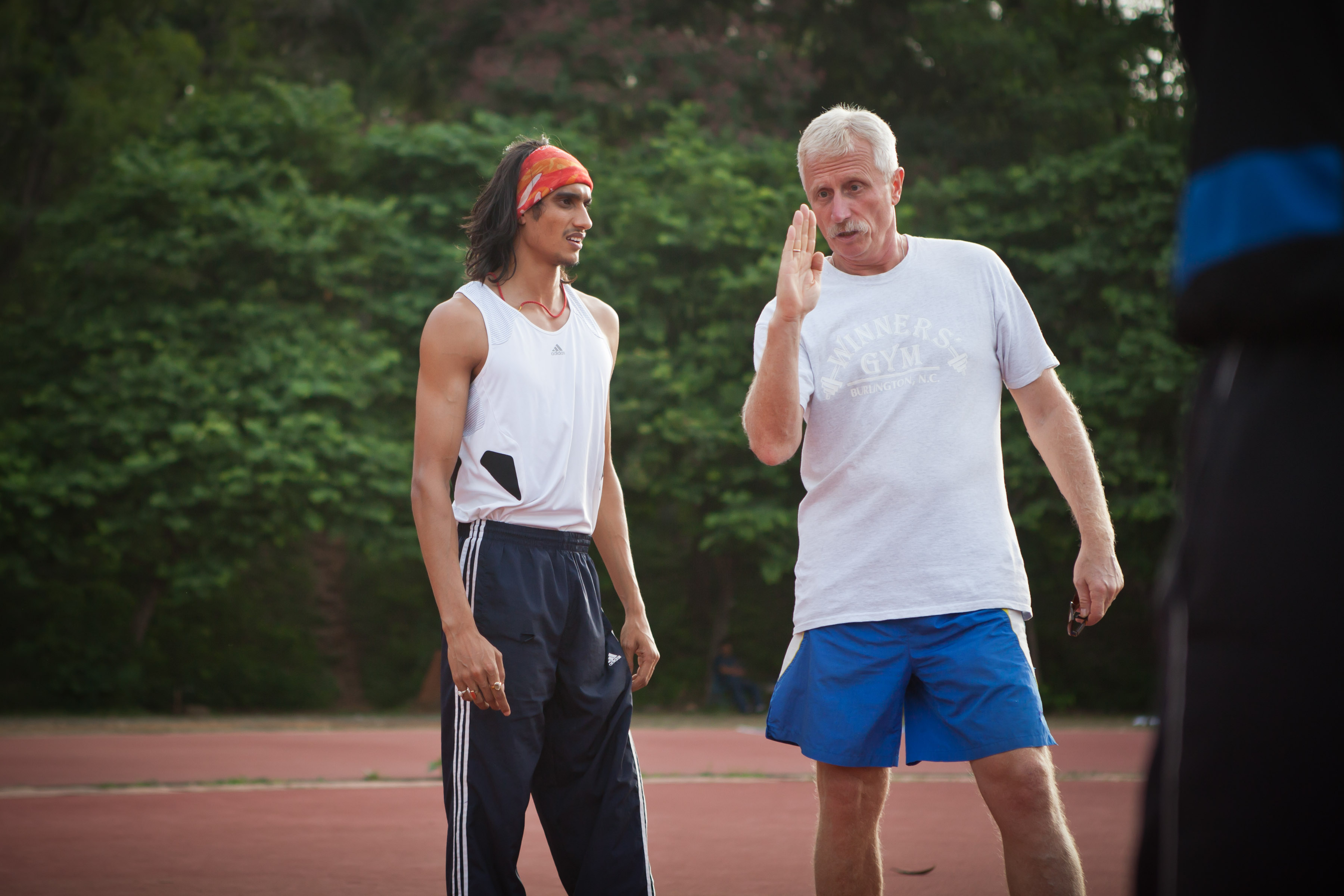

코칭(Coaching)은 인재 개발 기법의 하나로서, 코치와 코칭을 받는 사람이 파트너를 이루어, 스스로 목표를 설정하고 효과적으로 달성하며, 성장할 수 있도록 지원하는 과정이다.

## 역사
코칭이라는 용어는 스포츠에서 사용하는 용어인 '코치'에서 유래한다.
1971년, 하버드 대학의 테니스부 주장이었던 티모시 갤웨이(Timothy Gallwey)는 사람들에게 테니스를 가르치면서 기술적인 방법을 가르치기보다는 그들 안에 잠재되어 있는 잠재 능력에 의식을 집중시키는 방법을 사용하면 사람들이 테니스를 쉽고 재미있게 배운다는 것을 발견했다. 그는 이러한 교육 방식을 이너게임(Inner Game)이라고 명명하고, 테니스 뿐만 아니라 스키, 골프 등 여러 분야의 스포츠를 가르치는데 활용했다. 존 휘트모어는 1980년대 초반, 이너게임의 원리를 비즈니스에 접목시켜 유럽에 소개하고 티모시 갤웨이와 함께 이너게임사를 설립했다.
한편, 재무설계사였던 토머스 레너드(Thomas Leonard)는 1992년에 코칭 전문 훈련기관인 '코치대학 (Coach U)'을 설립했다. 공인회계사였던 로라 휘트워스(Laura Whitworth)도 같은해에 '코치훈련원 (CTI)' 보관됨 2020-07-16 - 웨이백 머신을 설립했다. 1995년에는 토머스 레너드를 중심으로 '국제코치연맹 (ICF)'이 설립되었다. 2003년에는 토머스 레너드를 중심으로 '국제코치협회 (IAC)'가 설립되었다.

## 특징
코칭은 고객이 스스로 목표를 설정하고 달성하도록 돕는다. 그 과정에서 경청과 질문이 중심이 되는 대화를 주요 도구로 사용한다.
코칭의 특징을 설명할 때, 유사분야와의 차이점으로 설명하는 경우가 많다. 코칭과 유사한 분야로는 컨설팅, 상담 등이 있다.
컨설팅과의 차이점컨설팅은 컨설턴트가 문제를 조사하고 해결책을 제시하는 경우가 많다. 코칭은 그보다는 고객 스스로 문제를 탐색하고 해결책을 찾게 한다.
상담과의 차이점상담은 내담자의 정서적인 고통을 해결하는 경우가 많다. 코칭은 정서적인 문제만을 다루지 않으며, 업무 성과, 진로 계획 등 일상 생활의 다양한 주제를 다룬다. 또한 고통을 해결하기보다는 목표를 달성하려는 목적을 가지는 경우가 많다.
멘토링과의 차이점멘토링 관계에서 멘토는 해당 분야의 전문가이며 선배인 경우가 많다. 멘토는 멘티에게 정보나 조언 등을 많이 전달한다. 코칭 관계에서는 코치가 반드시 해당 분야의 전문가일 필요는 없다. 코치는 고객이 자신의 자원을 사용해서 스스로 해결책을 찾도록 적절한 경청과 질문을 사용한다.

## 분류
비용을 지불하는 주체에 따라 분류하기도 한다. 개인이 지불하는 경우 '개인 코칭', 개인이 속한 기업이나 조직이 지불하는 경우 '기업 코칭'이라고 한다.
다루는 주제에 따라 분류하기도 한다. 개인의 삶의 전반적인 내용을 다루는 경우 '라이프 코칭', 업무에 관련된 내용을 다루는 경우 '비즈니스 코칭'이라고 한다. 이 외에도 '경영자 코칭', '진로 코칭', '학습 코칭', '감성 코칭', '부모 코칭' 등 다양한 분야의 코칭이 있다.
적용하는 기법에 따라 분류하기도 한다. 'NLP코칭', '이너게임 코칭', '코액티브 코칭', '온톨로지 코칭' 등.